# Mercy (canção de Kanye West)
"Mercy" é uma canção de hip hop gravada pelo artista norte-americano Kanye West com a participação dos rappers também norte-americanos da editora GOOD Music Big Sean, Pusha T e o seu colega da Def Jam Recordings, 2 Chainz. A música, lançada a 3 de Abril de 2012, serve como o primeiro single da compilação Cruel Summer (2012). A sua produção ficou a cargo de Lifted, com produção adicional por West, Mike Dean e Mike Will, e instrumentação adicional por Hudson Mohawke. A canção faz uma amostra forte de "Dust a Sound Boy" de Super Beagle.
A faixa recebeu opiniões positivas pela crítica especialista em música contemporânea, que elogiou a produção bombástica, a qualidade variável de versos, e o jogo de palavras dos rappers individuais. "Mercy" atingiu o seu pico no número treze da Billboard Hot 100 e no número um de ambas Hot Rap Songs e Hot R&B/Hip-Hop Songs. Desde então, recebeu o certificado de disco de platina pela Recording Industry Association of America (RIAA) pelo embarque de 1,248 mil exemplares.
Um vídeo musical dirigido pelo australiano Nabil Elderkin foi lançado no Vevo a 6 de Junho de 2012. O vídeo altamente estilizado mostra tomadas longas de todos os quatro rappers que fazem uma participação, ao lado de outros artistas da GOOD Music, como Cyhi the Prynce e Kid Cudi em aparições. O vídeo apresenta os intérpretes cantando os seus versos e dançando, com edição deliberada para fazer parecer que eles estavam a desaparecer e reaparecer atrás das paredes.
West interpretou a sua parte da música durante a Watch the Throne Tour, e 2 Chainz, Pusha T e Big Sean interpretaram-na durante a setlist do último no Festival Summer Jam de 2012. "Mercy" foi cantada pelos quatro artistas na cerimónia dos BET Awards de 2012, com West substituindo o seu verso de "Mercy" pelos de "Cold" e "New Good Flow".

## Desempenho nas tabelas musicais
"Mercy" estreou na Billboard Hot 100 no número trinta e oito, e atingiu o seu pico no número treze. Na Hot Rap Songs e na Hot R&B/Hip-Hop Songs, alcançou a primeira posição. Na UK R&B Chart, posicionou-se dentro das cinquenta melhores colocações, bem como na Canadian Hot 100.
| País — Tabela musical (2012)                                 | Posição de pico |
| ------------------------------------------------------------ | --------------- |
| Austrália — ARIA Charts                                      | 60              |
| Canadá — Canadian Hot 100 (Billboard)                        | 46              |
| França — Syndicat National de l'Édition Phonographique       | 101             |
| Reino Unido — UK R&B Chart (The Official Charts Company)     | 23              |
| Reino Unido — UK Singles Chart (The Official Charts Company) | 82              |
| Estados Unidos — Billboard Hot 100 (Billboard)               | 13              |
| Estados Unidos — Hot R&B/Hip-Hop Songs (Billboard)           | 1               |
| Estados Unidos — Hot Rap Songs (Billboard)                   | 1               |